# Dragons Forever
Dragons Forever (Fei lung mang jeung) is een Hongkongse actie-komediefilm uit 1988 geregisseerd door Sammo Hung, die ook in de film speelt naast Jackie Chan en Yuen Biao. 

## Verhaal
Een visserij spant een rechtszaak aan tegen een chemische fabriek wegens vervuiling van het water. Het mysterieuze chemische bedrijf huurt advocaat Jackie Lung in om informatie te vinden die de visserij in diskrediet brengt. Jackie neemt zijn vriend Wong, een wapenhandelaar, in dienst om de eigenares van de visserij, Miss Yip, te overtuigen om af te zien van de rechtszaak. Deze wordt echter verliefd op Miss Yip. Jackie ontdekt dat de chemische fabriek een dekmantel is voor een drugshandelorganisatie.

## Rolverdeling
| Acteur         | Personage             |
| -------------- | --------------------- |
| Jackie Chan    | Jackie Lung           |
| Sammo Hung     | Luke Wong Fei-hung    |
| Yuen Biao      | Timothy Tung Tak-Biao |
| Pauline Yeung  | Nancy Lee             |
| Deanie Ip      | Miss Yip              |
| Yuen Wah       | Hua Hsien-Wu          |
| Benny Urquidez | Hua's Henchman        |
| Crystal Kwok   | Jackie's Assistant    |
| Fung Woo       | Attorney              |
| Dick Wei       | Thug Leader           |
| James Tien     | Head of Security      |
| Shum Wai       | Lawyer                |
| Roy Chiao      | Judge Lo Chung-wai    |